# 坦能堡行动
坦能堡行动（德語：Unternehmen Tannenberg）是纳粹德国在第二次世界大战初期针对波兰人的一次灭绝行动的代号，属于德国东方殖民统治的“东方总计划”的一部分。大规模射杀是依据盖世太保在入侵波兰之前的两年内编制的检察名单《特别检察手册——波兰》实施的。
最高机密名单列出了超过61,000名波兰精英成员，包括活动家、知识分子、学者、神职人员、演员及退伍军官等；他们将被拘禁或枪决。居住在波兰的德裔成员协助编制了名单。 据估计，多达2万名生活在波兰的德裔居民参与了涉及各种形式的颠覆的组织。
坦能堡行动随后不久便是“知识分子行动”的实施，可以看作是坦能堡行动的第二阶段，由萊因哈德·海德里希的特别局（Sonderreferat）在柏林指挥。坦能堡行动一直持续到1940年1月；截至1939年底，仅在波美拉尼亚就有包括儿童在内的36,000－42,000名波兰人被杀害。

## 执行

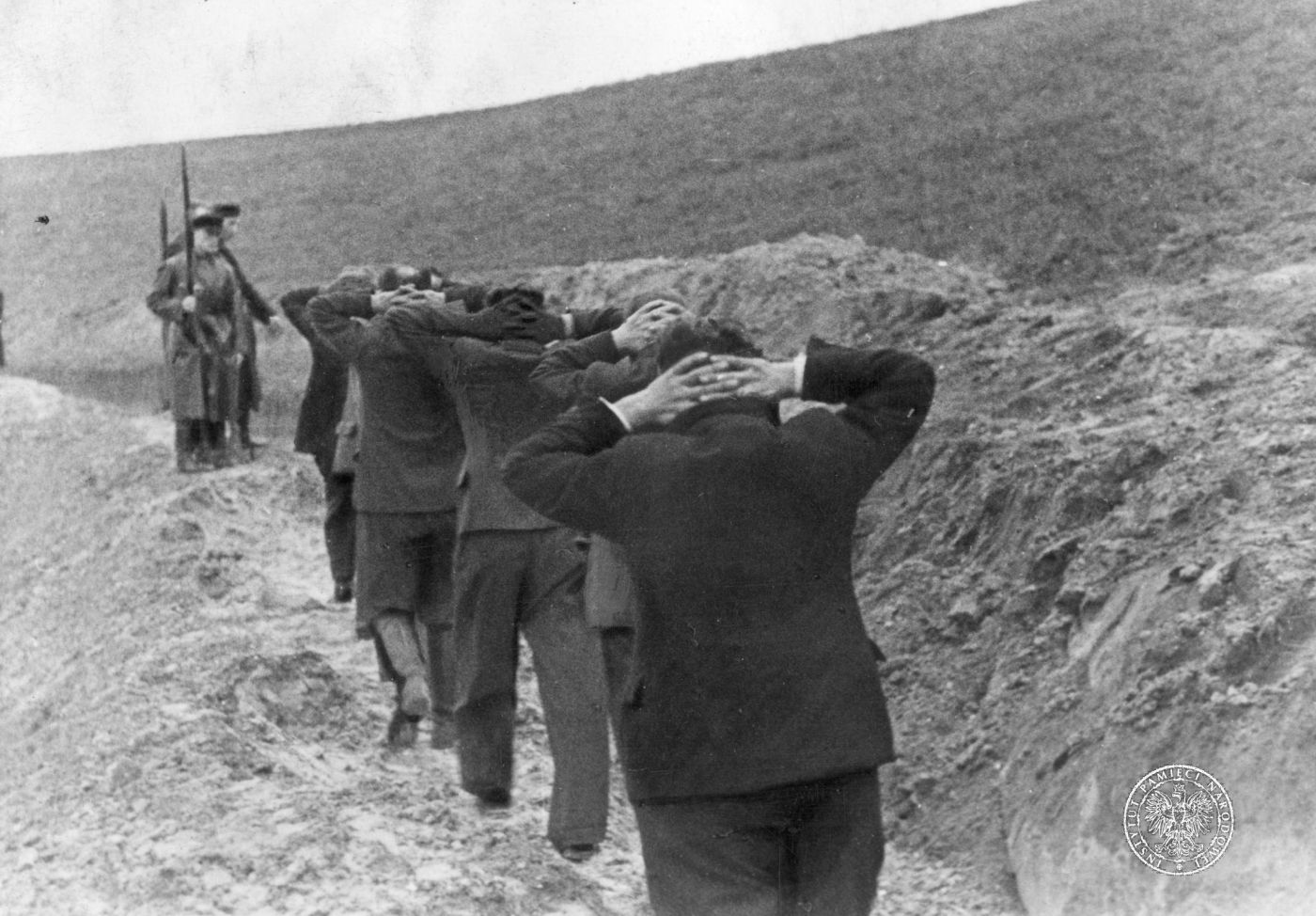
被处决前的比得哥什波兰教师，由德裔自卫队成员看守

该计划于1939年5月由中央办公室II P完成（P指代波兰）。根据阿道夫·希特勒的命令，帝国中央安全局内成立了一个名为“坦能堡”（Tannenberg）的特殊单位。该单位指挥了几支由盖世太保、刑事警察和黨衛隊保安處官兵组成的別動隊部队，他们理论上将跟随国防军进入占领区。这些部队的任务是原原本本地依照开战前编制的检察名单，追踪并逮捕所有在名单上列出的人员。
该行动的第一阶段发生在1939年8月，当时约有2,000名在德国的波兰裔组织的活动分子被捕并被谋杀。行动的第二阶段于1939年9月1日开始，并于10月结束。在国防军常规部队的帮助下，别动队特别任务部队在760次大规模处决中杀害了至少20,000人。此外，生活在波兰的德国裔成立了一支名为“自卫队”（Selbstschutz）的特殊编队，其成员在战争前曾在德国接受过牵制和游击战训练。德裔自卫队对许多大屠杀事件负有责任，并且由于其不良声誉在9月战役后被纳粹当局解散，转移到常规编队。

### 大规模杀害医院病人

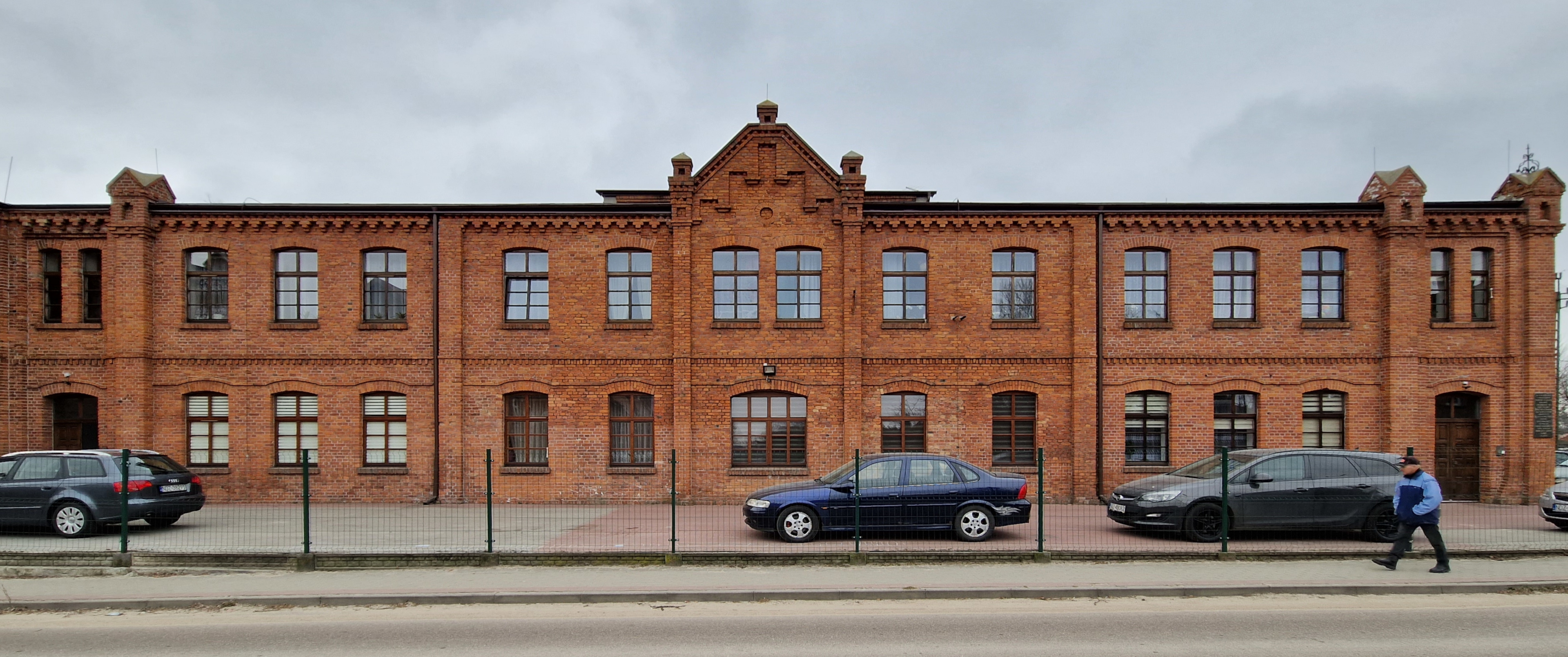
伊沃沃-奥萨达的索尔达乌集中营的党卫队建筑旧址。党卫队特别部队的赫伯特·朗格在这里用波兰医院的病人实施了毒气车的首次实验

在坦能堡行动中，赫伯特·朗格手下的第四别动队在瓦尔特兰（即大波兰）杀害了波兰各医院的病人。朗格不久后被任命为海乌姆诺灭绝营的首任指挥官。早在1940年中期，朗格和他的手下就谋杀了欧维因斯卡的大约1,100名病人与科希強的2,750名病人，并在賈烏多沃通过从后颈射杀的方式杀害了1,558名病人和300名波兰人。朗格还在七号要塞集中营杀害了数百名波兰人，那里开发了最早的移动毒气室与第一座毒气地堡。
根据历史学家彼得·朗格里奇的说法，医院大屠杀是别动队擅自实施的，希姆莱没有要求他们这样做。 朗格在坦能堡行动期间大规模杀害波兰人的经历是恩斯特·达姆佐格让他负责党卫队朗格特别支队（SS-Sonderkommando Lange）的原因。达姆佐格是驻扎在波兹南的安全警察与党卫队保安处的指挥官，任命朗格的目的是为了实施大规模的毒气行动，后来导致罗兹隔都最终被毁灭。

## 注解
1. 1 2  Unternehmen Tannenberg - August 1939: Wie der SD den Überfall auf Polen vorbereitete (III) （页面存档备份，存于） bei wissen.spiegel.de (PDF file, direct download). （页面存档备份，存于） （德文）
2. ↑  Tomasz Chinciński. . Piąta kolumna (The 5th Column). S.P. Polityka. November 4, 2009  [August 13, 2012]. （原始内容存档于2014-02-01） （波兰语）.
3. ↑  Piotr Semków, IPN Gdańsk.  (PDF). Warsaw: Institute of National Remembrance. 42–50 (44–51/152 in PDF). September 2006  [8 November 2015]. ISSN 1641-9561. （原始内容 (PDF)存档于2018-09-17）.
4. ↑  Peter Longerich (2012), War and Settlement in Poland. （页面存档备份，存于） Heinrich Himmler: A Life. OUP Oxford, pp. 425–429. ISBN 0199592322.
5. ↑  Encyklopedia PWN, Intelligenzaktion. September–November 1939. （页面存档备份，存于） （波兰語）
6. ↑   Piątakolumna（Jungdeutsche Partei，Deutsche Vereinigung，Deutscher Volksbund，Deutscher Volksverbarid）。 KampaniaWrześniowa1939.pl（2006）。检索2015年11月2日。
7. ↑  . Overview of the liquidation of the mentally ill during actions on the Polish territory (1939-1945). The Tiergartenstrasse 4 Association, international centre for the documentation, study and interpretation of Nazi crimes. 2015  [2 July 2015]. （原始内容存档于2019-02-04）.
8. ↑  Holocaust Research Project.org. . Chelmno Death Camp Dramatis Personae. Holocaust Education & Archive Research Team. 2007  [2013-05-13]. （原始内容存档于2018-09-28）.
9. ↑   Longerich 2012，p. 430.
10. ↑  Epstein, Catherine. . Oxford University Press. 2010: 182  [8 November 2015]. ISBN 0191613843.